# Brotherlee
Brotherlee – wieś w Anglii, w hrabstwie Durham. Leży 36 km na zachód od miasta Durham i 382 km na północ od Londynu.